# 千代田町
千代田町（日语：／ Chiyoda machi */?）是群馬縣東南部，邑樂郡的一個人口約1万2千的町。位于「鶴舞形」的頸的位置。